# Gran Premio motociclistico degli Stati Uniti d'America 2005
Il Gran Premio motociclistico degli Stati Uniti d'America 2005 corso il 10 luglio, è stato l'ottavo Gran Premio della stagione 2005 e ha visto gareggiare solo la classe MotoGP nella quale ha vinto la Honda di Nicky Hayden.
Si tratta del ritorno del Gran Premio motociclistico degli Stati Uniti d'America dopo 11 anni e del primo della storia con una sola classe presente al via.

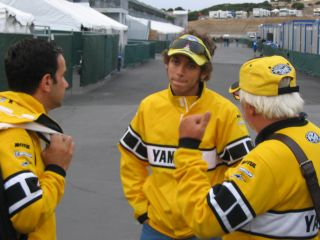
La colorazione giallo nera utilizzata dalla Yamaha per questo GP

Per ricordare il 50º anniversario del debutto nel mondo delle competizioni della Yamaha, le moto di Valentino Rossi e Colin Edwards sfoggiano una livrea di colore giallo e nero che ricorda quella già utilizzata negli anni settanta da Kenny Roberts.

## MotoGP

### Arrivati al traguardo
| Pos. | Nº | Pilota           | Squadra               | Motocicletta       | Giri | Tempo     | Griglia | Punti |
| ---- | -- | ---------------- | --------------------- | ------------------ | ---- | --------- | ------- | ----- |
| 1º   | 69 | Nicky Hayden     | Repsol Honda          | Honda RC211V       | 32   | 45:15.374 | 1       | 25    |
| 2º   | 5  | Colin Edwards    | Yamaha Factory Racing | Yamaha YZR-M1      | 32   | +1.941    | 5       | 20    |
| 3º   | 46 | Valentino Rossi  | Yamaha Factory Racing | Yamaha YZR-M1      | 32   | +2.312    | 2       | 16    |
| 4º   | 3  | Max Biaggi       | Repsol Honda          | Honda RC211V       | 32   | +4.216    | 7       | 13    |
| 5º   | 15 | Sete Gibernau    | Movistar Honda        | Honda RC211V       | 32   | +4.478    | 13      | 11    |
| 6º   | 12 | Troy Bayliss     | Honda Pons            | Honda RC211V       | 32   | +22.381   | 4       | 10    |
| 7º   | 6  | Makoto Tamada    | Konica Minolta Honda  | Honda RC211V       | 32   | +22.493   | 9       | 9     |
| 8º   | 21 | John Hopkins     | Red Bull Suzuki       | Suzuki GSV-R       | 32   | +23.148   | 6       | 8     |
| 9º   | 56 | Shin'ya Nakano   | Kawasaki Racing       | Kawasaki ZX-RR     | 32   | +23.625   | 10      | 7     |
| 10º  | 65 | Loris Capirossi  | Ducati Team           | Ducati Desmosedici | 32   | +26.123   | 14      | 6     |
| 11º  | 11 | Rubén Xaus       | Fortuna Yamaha        | Yamaha YZR-M1      | 32   | +43.512   | 16      | 5     |
| 12º  | 66 | Alex Hofmann     | Kawasaki Racing       | Kawasaki ZX-RR     | 32   | +50.957   | 15      | 4     |
| 13º  | 24 | Toni Elías       | Fortuna Yamaha        | Yamaha YZR-M1      | 32   | +51.343   | 17      | 3     |
| 14º  | 10 | Kenny Roberts Jr | Red Bull Suzuki       | Suzuki GSV-R       | 32   | +1:13.749 | 12      | 2     |
| 15º  | 67 | Shane Byrne      | Team Roberts          | Proton KR5         | 32   | +1:24.256 | 19      | 1     |
| 16º  | 77 | James Ellison    | Blata WCM             | Blata              | 32   | +1:24.524 | 20      |       |
| 17º  | 27 | Franco Battaini  | Blata WCM             | Blata              | 31   | +1 giro   | 21      |       |

### Ritirati
| Nº | Pilota         | Squadra        | Motocicletta       | Giri | Griglia |
| -- | -------------- | -------------- | ------------------ | ---- | ------- |
| 44 | Roberto Rolfo  | D’Antin Pramac | Ducati Desmosedici | 30   | 18      |
| 7  | Carlos Checa   | Ducati Team    | Ducati Desmosedici | 8    | 8       |
| 33 | Marco Melandri | Movistar Honda | Honda RC211V       | 0    | 11      |
| 4  | Alex Barros    | Honda Pons     | Honda RC211V       | 0    | 3       |